# Ковалишин, Александр Григорьевич
Александр Григорьевич Ковалишин (1922—1991) — сельскохозяйственный деятель, депутат Верховного Совета РСФСР.

## Биография
Александр Ковалишин родился 27 мая 1922 года на территории современной Винницкой области Украины в селе Подлесное, Барского района. Окончил среднюю школу. В 1940 году был призван на службу в Рабоче-крестьянскую Красную Армию. Участвовал в боях Великой Отечественной войны, был тяжело ранен.
В 1946 году Ковалишин окончил совпартшколу, после чего находился на партийных должностях. С 1953 года руководил горнопромышленной школой, училищем механизации сельского хозяйства.
В 1955 году по партийному призыву был направлен в село, стал председателем колхоза имени Крупской в Смоленской области. В 1960 году руководил Слободской районной сельскохозяйственной инспекцией, с 1962 года был заместителем начальника Руднянского производственного управления сельского хозяйства. Двенадцать лет руководил колхозом имени Свердлова в Руднянском районе Смоленской области.
Был избран депутатом Верховного Совета РСФСР и ряда других выборных органов.
Скончался 3 апреля 1991 года, похоронен на Новом кладбище Смоленска.
Был награждён орденами Ленина, Отечественной войны 1-й степени, двумя орденами «Знак Почёта» и рядом медалей.